# Perfect (One Direction)
Perfect is een single van de Brits-Ierse boyband One Direction. De single kwam op 16 oktober 2015 uit als de tweede single van hun album Made in the A.M., dat in 2015 uitkwam. Het is geschreven door de bandleden Harry Styles en Louis Tomlinson samen met Julian Bunetta, John Ryan en MoZella.

## Geschiedenis
De single kwam de Ierse hitlijsten binnen op de nummer 1-positie en behaalde een plek binnen de top tien in verschillende landen, zoals Australië, Engeland, Frankrijk, Nieuw-Zeeland en de Verenigde Staten.

## Videoclip
De bijhorende videoclip is geregisseerd door Sophie Muller en verscheen op 20 oktober 2015. De videoclip is opgenomen in zwart-wit.

## Tracklijst
| Nr. | Titel   | Duur |
| --- | ------- | ---- |
| 1.  | Perfect | 3:50 |

| Nr. | Titel                                                            | Duur |
| --- | ---------------------------------------------------------------- | ---- |
| 1.  | Perfect ((Stripped))                                             | 3:51 |
| 2.  | Home                                                             | 3:14 |
| 3.  | Perfect (Matoma remix)                                           | 3:43 |
| 4.  | Drag Me Down (met LunchMoney Lewis (Big Payno x AFTERHRS remix)) | 3:08 |

- De single Home is geschreven door Jamie Scott, Louis Tomlinson en Liam Payne.

## Hitnoteringen

### Nederlandse Top 40
| Hitnotering: 31-10-2015 t/m 05-12-2015 | Hitnotering: 31-10-2015 t/m 05-12-2015 | Hitnotering: 31-10-2015 t/m 05-12-2015 | Hitnotering: 31-10-2015 t/m 05-12-2015 | Hitnotering: 31-10-2015 t/m 05-12-2015 | Hitnotering: 31-10-2015 t/m 05-12-2015 | Hitnotering: 31-10-2015 t/m 05-12-2015 | Hitnotering: 31-10-2015 t/m 05-12-2015 |
| Week:                                  | 1                                      | 2                                      | 3                                      | 4                                      | 5                                      | 6                                      |                                        |
| -------------------------------------- | -------------------------------------- | -------------------------------------- | -------------------------------------- | -------------------------------------- | -------------------------------------- | -------------------------------------- | -------------------------------------- |
| Positie:                               | 37                                     | 32                                     | 31                                     | 31                                     | 37                                     | 37                                     | uit                                    |

### NederlandseSingle Top 100
| Hitnotering (Week 1 t/m 10): 24-10-2015 t/m 26-12-2015 Hitnotering (Week 11): 09-01-2016 Hitnotering (Week 12 en 13): 23-01-2016 t/m 30-01-2016 | Hitnotering (Week 1 t/m 10): 24-10-2015 t/m 26-12-2015 Hitnotering (Week 11): 09-01-2016 Hitnotering (Week 12 en 13): 23-01-2016 t/m 30-01-2016 | Hitnotering (Week 1 t/m 10): 24-10-2015 t/m 26-12-2015 Hitnotering (Week 11): 09-01-2016 Hitnotering (Week 12 en 13): 23-01-2016 t/m 30-01-2016 | Hitnotering (Week 1 t/m 10): 24-10-2015 t/m 26-12-2015 Hitnotering (Week 11): 09-01-2016 Hitnotering (Week 12 en 13): 23-01-2016 t/m 30-01-2016 | Hitnotering (Week 1 t/m 10): 24-10-2015 t/m 26-12-2015 Hitnotering (Week 11): 09-01-2016 Hitnotering (Week 12 en 13): 23-01-2016 t/m 30-01-2016 | Hitnotering (Week 1 t/m 10): 24-10-2015 t/m 26-12-2015 Hitnotering (Week 11): 09-01-2016 Hitnotering (Week 12 en 13): 23-01-2016 t/m 30-01-2016 | Hitnotering (Week 1 t/m 10): 24-10-2015 t/m 26-12-2015 Hitnotering (Week 11): 09-01-2016 Hitnotering (Week 12 en 13): 23-01-2016 t/m 30-01-2016 | Hitnotering (Week 1 t/m 10): 24-10-2015 t/m 26-12-2015 Hitnotering (Week 11): 09-01-2016 Hitnotering (Week 12 en 13): 23-01-2016 t/m 30-01-2016 | Hitnotering (Week 1 t/m 10): 24-10-2015 t/m 26-12-2015 Hitnotering (Week 11): 09-01-2016 Hitnotering (Week 12 en 13): 23-01-2016 t/m 30-01-2016 | Hitnotering (Week 1 t/m 10): 24-10-2015 t/m 26-12-2015 Hitnotering (Week 11): 09-01-2016 Hitnotering (Week 12 en 13): 23-01-2016 t/m 30-01-2016 | Hitnotering (Week 1 t/m 10): 24-10-2015 t/m 26-12-2015 Hitnotering (Week 11): 09-01-2016 Hitnotering (Week 12 en 13): 23-01-2016 t/m 30-01-2016 | Hitnotering (Week 1 t/m 10): 24-10-2015 t/m 26-12-2015 Hitnotering (Week 11): 09-01-2016 Hitnotering (Week 12 en 13): 23-01-2016 t/m 30-01-2016 | Hitnotering (Week 1 t/m 10): 24-10-2015 t/m 26-12-2015 Hitnotering (Week 11): 09-01-2016 Hitnotering (Week 12 en 13): 23-01-2016 t/m 30-01-2016 | Hitnotering (Week 1 t/m 10): 24-10-2015 t/m 26-12-2015 Hitnotering (Week 11): 09-01-2016 Hitnotering (Week 12 en 13): 23-01-2016 t/m 30-01-2016 | Hitnotering (Week 1 t/m 10): 24-10-2015 t/m 26-12-2015 Hitnotering (Week 11): 09-01-2016 Hitnotering (Week 12 en 13): 23-01-2016 t/m 30-01-2016 | Hitnotering (Week 1 t/m 10): 24-10-2015 t/m 26-12-2015 Hitnotering (Week 11): 09-01-2016 Hitnotering (Week 12 en 13): 23-01-2016 t/m 30-01-2016 | Hitnotering (Week 1 t/m 10): 24-10-2015 t/m 26-12-2015 Hitnotering (Week 11): 09-01-2016 Hitnotering (Week 12 en 13): 23-01-2016 t/m 30-01-2016 | Hitnotering (Week 1 t/m 10): 24-10-2015 t/m 26-12-2015 Hitnotering (Week 11): 09-01-2016 Hitnotering (Week 12 en 13): 23-01-2016 t/m 30-01-2016 |
| Week: | 1 | 2 | 3 | 4 | 5 | 6 | 7 | 8 | 9 | 10 | | 11 | | 12 | 13 | | |
| --- | --- | --- | --- | --- | --- | --- | --- | --- | --- | --- | --- | --- | --- | --- | --- | --- | --- |
| Positie: | 28 | 32 | 35 | 36 | 41 | 44 | 46 | 58 | 84 | 97 | uit | 94 | uit | 98 | 96 | uit | |

### 3FM Mega Top 50
| Hitnotering: 24-10-2015 t/m 07-11-2015 | Hitnotering: 24-10-2015 t/m 07-11-2015 | Hitnotering: 24-10-2015 t/m 07-11-2015 | Hitnotering: 24-10-2015 t/m 07-11-2015 | Hitnotering: 24-10-2015 t/m 07-11-2015 |
| Week:                                  | 1                                      | 2                                      | 3                                      |                                        |
| -------------------------------------- | -------------------------------------- | -------------------------------------- | -------------------------------------- | -------------------------------------- |
| Positie:                               | 43                                     | 43                                     | 45                                     | uit                                    |